# Protocolo de notificação Microsoft
O protocolo de notificação Microsoft (MSNP, também conhecido como o Protocolo de notificação de status móvel) é um protocolo de mensagens instantâneas desenvolvido pela Microsoft para uso pelo serviço Microsoft Messenger e pelos clientes de mensagens instantâneas que se conectam a ele, como o Skype (desde 2014), e os anteriores Windows Live Messenger, MSN Messenger, Windows Messenger e Microsoft Messenger para Mac. Clientes de terceiros como o Pidgin e o Trillian também podem se comunicar usando o protocolo. O MSNP foi usado pela primeira vez em um produto disponível publicamente com o primeiro lançamento do MSN Messenger em 1999.

## Detalhes técnicos
Qualquer alteração importante feita no protocolo, como um novo comando ou alterações de sintaxe, resulta em um número de versão incrementado em um no formato de MSNP#. Em outubro de 2003, a Microsoft começou a bloquear o acesso ao serviço Messenger usando versões abaixo do MSNP8.
A partir de 11 de setembro de 2007, a Microsoft força a maioria dos usuários atuais do MSN Messenger a atualizar para o Windows Live Messenger 8.1 devido a considerações de segurança.

## Histórico de versões

### MSNP1
MSNP1 nunca foi público. Acredita-se que foi usado durante os estágios iniciais de design e desenvolvimento com o MSN Messenger 1.

### MSNP2
Uma versão de pré-lançamento foi disponibilizada para desenvolvedores em 1999 em um I-D . No entanto, a versão de produção diferia da versão publicada em algumas maneiras sutis.

### MSNP3
Tanto o MSNP2 quanto o MSNP3 eram compatíveis com o MSN Messenger 2.0.

### MSNP4 e MSNP5
MSNP3, 4 e 5 eram suportados pelos servidores do Messenger em julho de 2000  e usados pelo MSN Messenger 3.0 e 4.0.

### MSNP6 e MSNP7
O MSNP6 foi usado por versões posteriores do MSN Messenger 4.x. Em 2002, o MSN Messenger 5.0 usava o MSNP7.

### MSNP8
O MSNP8 introduziu um método de autenticação diferente, agora enviando autorização para servidores seguros Microsoft Passport e retornando uma string de desafio. É a versão mínima do protocolo aceita pelo .NET Messenger Service depois que a Microsoft bloqueou as versões anteriores por motivos de segurança. Como tal, clientes antigos e obsoletos não conseguem fazer login, forçando os usuários a atualizar os clientes.
A versão 5.0 do MSN Messenger é a única que usa esta versão do MSNP. Windows Messenger usa MSNP8 como sua versão padrão, incluindo 4.7 até o 5.1 mais recente.
Este protocolo oferece suporte a recursos de voz e webcam do Windows Messenger para Windows Messenger.

### MSNP9
O MSNP9 foi introduzido com o MSN Messenger 6, adicionando suporte para mensagens do "tipo D" (dados), que são usados para transferir imagens de exibição e emoticons personalizados entre clientes, web cam quadro a quadro (em vez de um fluxo tradicional como o formato Windows Media Player WMV) e um sistema de voz aprimorado, bem como passagem NAT aprimorada para transferências de arquivos.

### MSNP10
Usado no MSN Messenger 6.1, depois que a Microsoft começou a bloquear versões anteriores em outubro de 2003. No entanto, não foi uma grande revisão, a única mudança óbvia foi a integração com as listas de endereços do Hotmail.

### MSNP11
Usado pelo MSN Messenger 7.0

### MSNP12
Usado pelo MSN Messenger 7.5.

### MSNP13
Usado pelo Windows Live Messenger 8.0, o MSNP13 apresenta muitas mudanças. Mais notavelmente, a sincronização da lista de contatos foi removida e os clientes devem enviar uma solicitação SOAP para um servidor de contatos, também conhecido como "cliente vai para ABCH" (onde ABCH significa Address Book Clearing House, o serviço de catálogo de endereços por trás de todos os serviços MSN e Windows Live). O cliente deve então enviar os dados dos contatos ao servidor para que ele envie as informações de presença.

### MSNP14
MSNP14 adiciona Yahoo! Interoperabilidade do Messenger.

### MSNP15
O MSNP15 é a versão do protocolo apresentada com o Windows Live Messenger 8.1 em 08 de setembro de 2006. É baseado no MSNP14, mas usa um mecanismo de autenticação diferente denominado RPS (Relying Party Suite), onde a autenticação TWN "Tweener" é usada nas versões de protocolo 14 e anteriores e a autenticação SSO (Single Sign-On; RPS) usada nas versões de protocolo 15 e posteriores.
Além de um novo mecanismo de autenticação, a Microsoft também planeja fazer mais das propriedades de roaming do usuário. Ou seja, a imagem de exibição do usuário e as mensagens de status pessoal serão as mesmas sempre que o usuário fizer login.
Além disso, o suporte para localizações de usuários foi adicionado à mensagem de status pessoal, embora esse recurso tenha sido removido posteriormente do cliente Windows Live Messenger 8.1.

### MSNP16
O MSNP16 é usado em uma versão de pré-lançamento do Windows Live Messenger 9.0, divulgada em dezembro de 2007.
Possui "Multiple Points of Presence" (MPOP), a capacidade de entrar em 2 lugares ao mesmo tempo, com a replicação dos chats em todos os lugares. Os dados UUX foram estendidos para conter dados de endpoint (também MPOP), bem como dados de objeto de MSN de som de assinatura.

### MSNP17
O MSNP17 é identificado pelos servidores do Windows Live Messenger em messenger.hotmail.com, mas não é usado por nenhum cliente oficial lançado pela Microsoft.

### MSNP18
O MSNP18 é usado no Windows Live Messenger 2009 (14.0). Sua principal novidade é o recurso Grupos, muito parecido com conversas agrupadas persistentes. Os dados UUX foram estendidos para incluir dados de objeto MSN de imagem de cena.

### MSNP19
Usado pelo Windows Live Messenger 2011 (Wave 4).

### MSNP21
Usado pelo Windows Live Messenger 2012.

### MSNP24
Usado pela Skype desde o início de 2014.